# Dallas-Fort Worth metroplex

Dallas/Fort Worth desde el espacio.

El Dallas/Metroplex es el nombre informal que los habitantes de esta área metropolitana le han dado a la región en el norte de Texas (EUA). Otros apodos que recibe incluyen el "Metroplex", "North Texas", "DFDub" y "DFW". Debido al gran crecimiento del área, especialmente el de los suburbios, la Oficina del Censo de los Estados Unidos le designó el título de área metropolitana Dallas–Fort Worth–Arlington. El área metropolitana puede ser dividida aún más en dos divisiones metrópolitanas: Dallas–Plano–Irving y Fort Worth–Arlington. Dallas (la ciudad más grande del área metropolitana) es una de 11 ciudades estadounidenses que ha sido clasificada como ciudad global de tipo gamma.
Según el censo del 2013, el área metropolitana tenía una población de casi 6.6 millones. Dallas–Fort Worth es el área metropolitana más grande de Texas y cuenta con 6 de las 12 ciudades más grandes del estado. Es la cuarta área metropolitana más grande en los Estados Unidos después de Nueva York, Los Ángeles y Chicago y la más grande sin acceso al mar. El Metroplex abarca a 12 condados y 26.500 km² (10.228 mi²), haciéndola un área más grande que los estados de Nueva Jersey y Rhode Island combinados.

## Extensión

### Condados del Metroplex
Según las estadísticas de áreas Metropolitanas (MSA), el área metropolitana Dallas/Fort Worth abarca a 12 condados en el noreste de Texas. Las estadísticas de áreas combinadas (CSA) tiene la definición de área metropolitana más extensa y define al Metroplex como una metrópolis de 18 condados. El más grande de los 12 condados en población es el condado de Dallas con 2.3 millones de habitantes en el 2010 seguido por el Condado de Tarrant con 1.8 millones de habitantes en el censo del 2010. En cuanto a superficie, el condado de Denton es el más grande con 2.481 km². Los condados del Dallas/Fort-Worth Metroplex son:
| - Condado de Collin - Condado de Dallas - Condado de Delta - Condado de Denton - Condado de Ellis - Condado de Hunt | - Condado de Johnson - Condado de Kaufman - Condado de Parker - Condado de Rockwall - Condado de Tarrant - Condado de Wise |

### Ciudades y pueblos del Metroplex

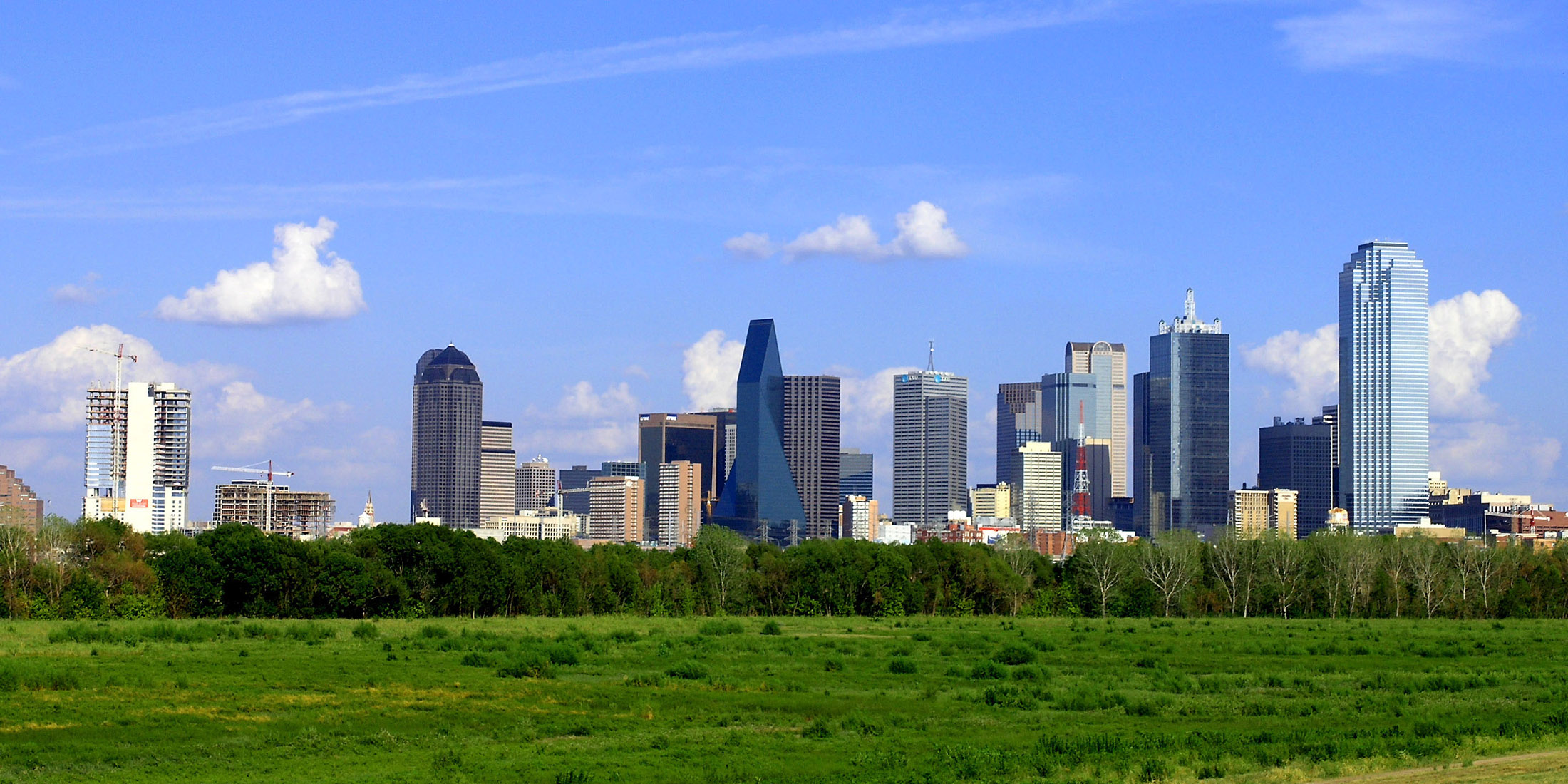
Dallas es la 3.ª ciudad más grande de Texas y la 8.ª en los Estados Unidos

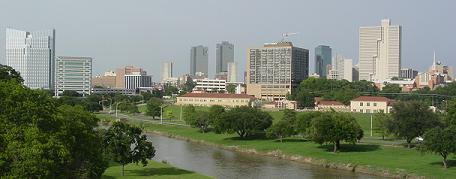
Fort Worth es la 5.ª ciudad más grande de Texas y la 19.ª en los Estados Unidos.

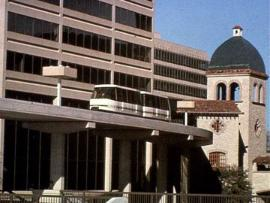
Irving es la 12.ª ciudad más grande de Texas.

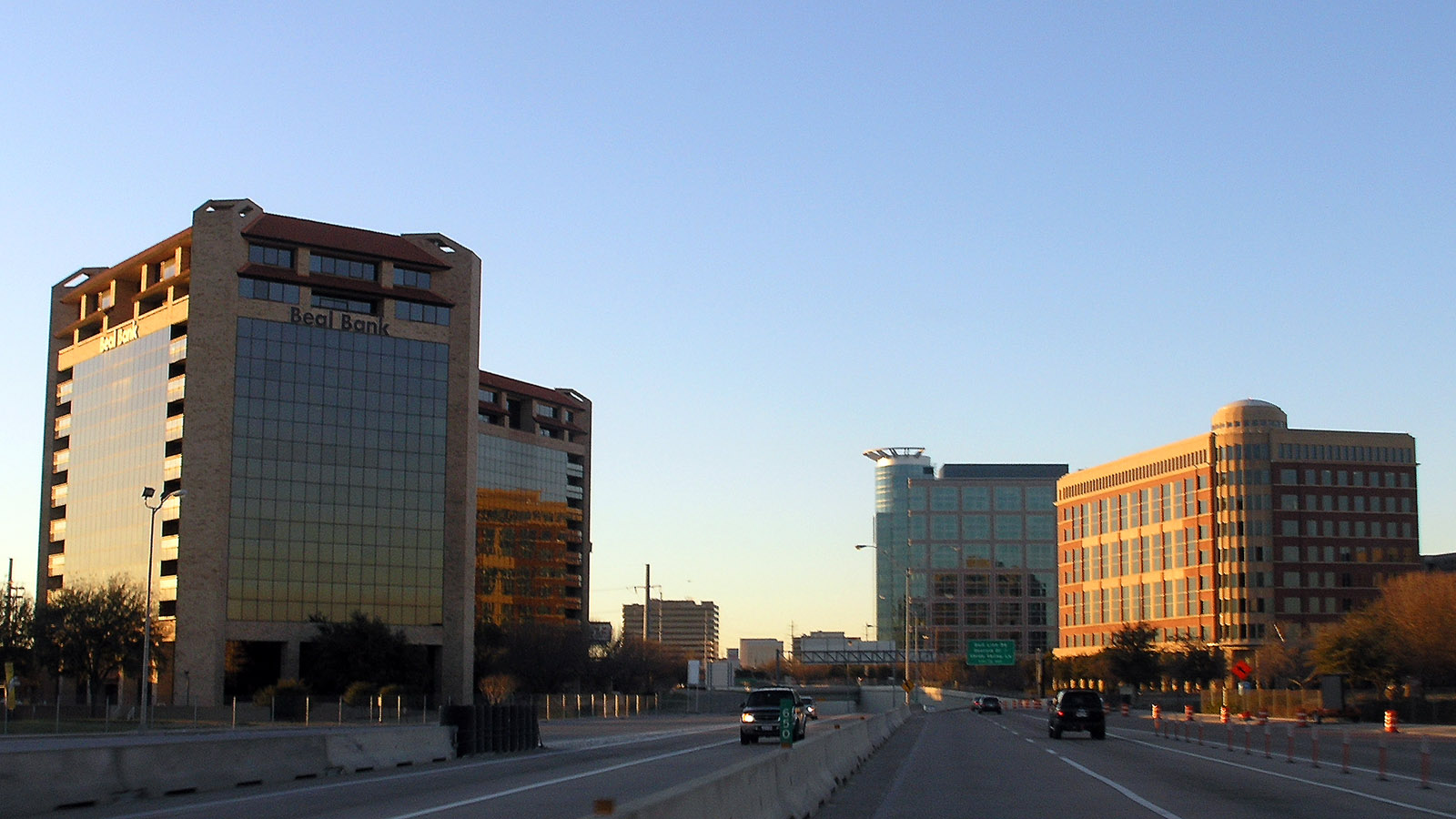
El pueblo de Addison

#### Ciudades principales con más de 100.000 habitantes
- Dallas: 2.166.695 (2013)
- Fort Worth: 1.310.692 (2013)
- Arlington: 1.018.391 (2013)
- Plano: 780.897 (2013)
- Garland: 607.796 (2013)
- Irving: 211.000 (2013)
- Grand Prairie: 114.461 (2013)
- Mesquite: 110.000 (2013)
- Carrollton: 105.560 (2013)
- Denton: 101.000 (2013)
- McKinney: 100.998 (2013)

#### Ciudades y pueblos de 10.000 a 99.000 habitantes
| - Addison - Allen - Athens - Azle - Balch Springs - Bedford - Benbrook - Burleson - Cedar Hill - Cleburne - Colleyville - Coppell - Corinth | - Denison - Del Rio - Decatur - DeSoto - Duncanville - Ennis - Euless - Farmers Branch - Flower Mound - Forest Hill - Frisco - Grapevine - Greenville - Haltom City | - Highland Village - Hurst - Keller - Lancaster - Lewisville - Mansfield - Midlothian - North Richland Hills - Richardson - Rockwall - Rowlett - Sachse - Seagoville | - Sherman - Southlake - Terrell - The Colony - University Park - Watauga - Waxahachie - Weatherford - White Settlement - Wylie |

#### Ciudades y pueblos con menos de 10.000 habitantes
| - Aledo - Alma - Alvarado - Anna - Annetta - Annetta North - Annetta South - Argyle - Aubrey - Bardwell - Bartonville - Berryville - Brownsboro - Blue Mound - Blue Ridge - Briar - Briaroaks - Caddo Mills - Campbell - Caney City - Celeste - Celina - Chandler - Cockrell Hill - Coffee City - Combine - Commerce - Cool - Copper Canyon - Corral City - Cottonwood - Crandall - Cross Roads - Cross Timber - Crowley - Dalworthington Gardens - Double Oak - Eagle Mountain - Edgecliff Village - Enchanted Oaks | - Eustace - Everman - Fairview - Farmersville - Fate - Ferris - Forney - Garrett - Glenn Heights - Godley - Granbury - Grandview - Grays Prairie - Gun Barrel City - Hackberry - Haslet - Hawk Cove - Heath - Hebron - Hickory Creek - Highland Park - Hudson Oaks - Hutchins - Italy - Josephine - Joshua - Justin - Kaufman - Keene - Kemp - Kennedale - Krugerville - Krum - Lake Dallas - Lakeside - Lakewood Village - Lake Worth - Lavon - Lincoln Park - Lipan | - Little Elm - Log Cabin - Lone Oak - Lowry Crossing - Lucas - Mabank - Malakoff - Marshall Creek - Maypearl - McLendon-Chisholm - Melissa - Midlothian - Milford - Millsap - Mobile City - Moore Station - Murchison - Murphy - Nevada - Newark - New Hope - Neylandville - Northlake - Oak Grove - Oak Leaf - Oak Ridge - Oak Point - Oak Trail Shores - Ovilla - Palmer - Pantego - Parker - Payne Springs - Pecan Acres - Pecan Hill - Pecan Plantation - Pelican Bay - Pilot Point - Ponder - Princeton | - Prosper - Post Oak Bend City - Poynor - Quinlan - Red Oak - Rendon - Reno - Richland Hills - Rio Vista - River Oaks - Roanoke - Rosser - Royse City - Saginaw - Saint Paul - Sanctuary - Sanger - Sansom Park - Seven Points - Shady Shores - Springtown - Star Harbor - Sunnyvale - Talty - Telico - Tolar - Tool - Trinidad - Trophy Club - Van Alstyne - Venus - West Tawakoni - Westlake - Westminster - Weston - Westover Hills - Westworth Village - Wilmer - Willow Park - Wolfe City |

## Demografía
| Área Censal                 | Censo 2013 | Censo 2000 | Censo 1990 | Censo 1980 | Censo 1970 | Censo 1960 | Censo 1950 |
| --------------------------- | ---------- | ---------- | ---------- | ---------- | ---------- | ---------- | ---------- |
| Dallas/Fort-Worth Metroplex | 6.778.252  | 5.161.544  | 3.989.294  | 3.010.889  | 2.630.930  | 2.214.203  | 1.910.553  |
| Condado de Dallas           | 2.240.493  | 2.218.899  | 1.852.810  | 1.556.390  | 1.327.321  | 951.527    | 614.799    |
| Condado de Tarrant          | 1.915.504  | 1.446.219  | 1.170.103  | 860.880    | 716.317    | 538.495    | 361.353    |
| Condado de Collin           | 918.000    | 491.675    | 264.036    | 143.126    | 75.633     | 47.432     | 41.365     |
| Condado de Denton           | 900.000    | 432.976    | 273.525    | 143.126    | 75.633     | 47.432     | 41.365     |
| Condado de Johnson          | 205.504    | 126.811    | 97.165     | 67.649     | 45.769     | 34.720     | 31.390     |
| Condado de Ellis            | 149.610    | 111.360    | 85.167     | 59.743     | 46.638     | 43.395     | 45.645     |
| Condado de Parker           | 116.927    | 88.495     | 64.785     | 44.609     | 33.888     | 22.880     | 21.528     |
| Condado de Kaufman          | 113.390    | 71.313     | 52,220     | 39,015     | 32,392     | 29,931     | 31,170     |
| Condado de Hunt             | 86.129     | 76.596     | 64.343     | 55.248     | 47.948     | 39.399     | 42.731     |
| Condado de Rockwall         | 78.337     | 43.080     | 25.604     | 14.528     | 7.046      | 5.878      | 6.156      |
| Condado de Wise             | 59.127     | 48.793     | 34.679     | 26.575     | 19.687     | 17.012     | 16.141     |
| Condado de Delta            | 8.953      | 7.412      | 6.325      | 5.860      | 5.327      | 5.231      | 4.857      |

## Cultura

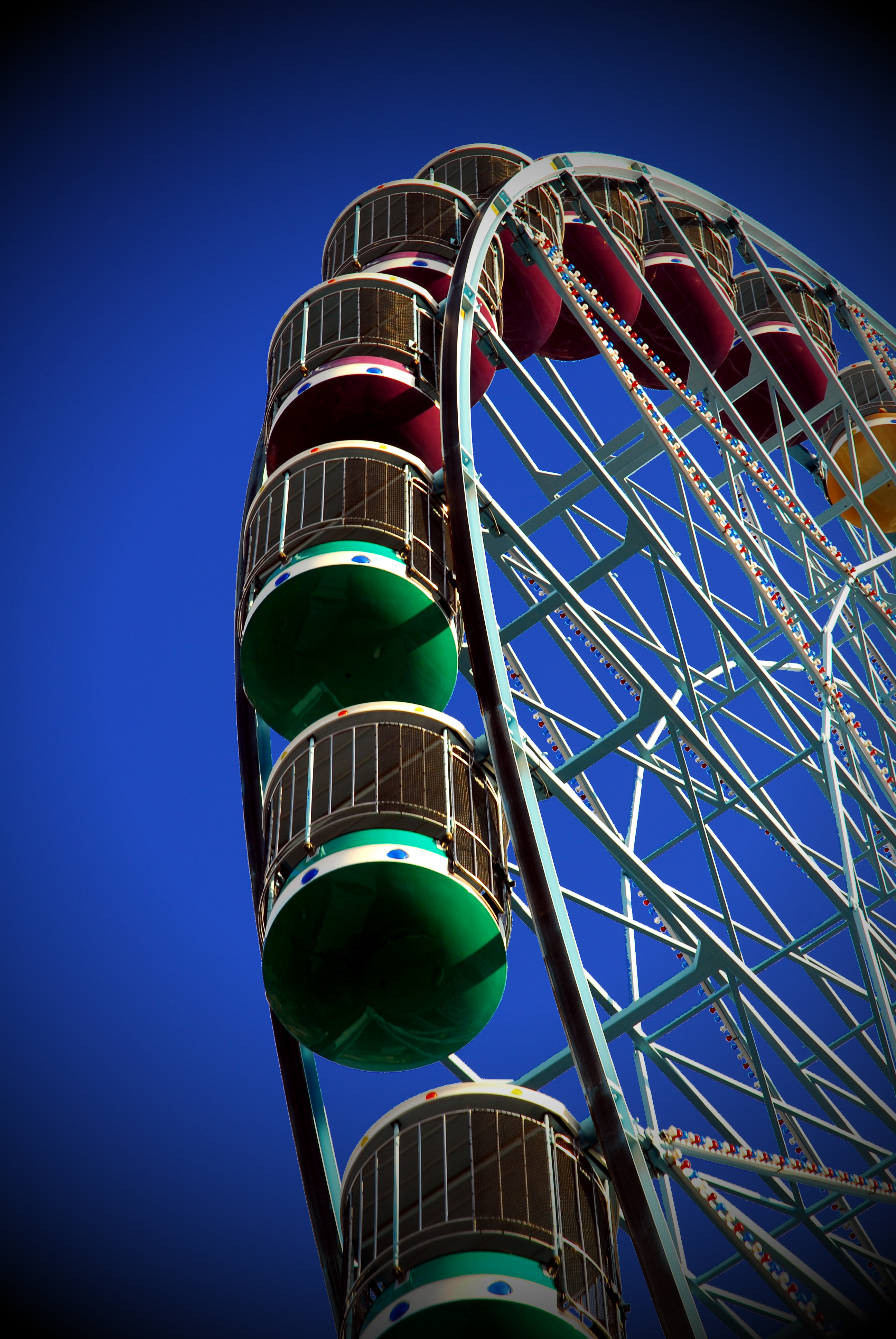

La cultura de Dallas-Fort Worth fue vista en la serie de televisión Dallas como un lugar que formaba parte del oeste americano, lleno de gente adinerada con botas y sombrero vaquero. Aunque esto forma parte de la historia regional y los habitantes lo reconocen y se enorgullecen, hoy en día es un estereotipo anticuado. Un vaquero que la gente conoce muy bien es Big Tex, el símbolo del Texas State Fair, la feria estatal más grande y de más audiencia en los Estados Unidos. Se estima que más de 3 millones de visitantes llegan a la feria cada año e inyectan $350 millones de dólares a la economía de Dallas. Este acontecimiento se lleva a cabo en septiembre y octubre de cada año y cuenta con Texas Star, la rueda de la fortuna más grande de Norteamérica. Otro evento popular es el Red River Shootout, un juego de fútbol estadounidense entre la Universidad de Oklahoma y la Universidad de Texas que también atrae a una gran audiencia. La ciudad de Fort Worth se hace llamar la ciudad vaquera y cuenta con los stockyards que ofrecen un sabor del viejo oeste y es el lugar de la caminada de vacas. La gente suele habitar en los suburbios lo que explica la gran abarcación del Metroplex, pero recientemente las áreas urbanas de Dallas y Fort Worth están en un auge de edificios residenciales. La ciudad de Dallas es la de más grande crecimiento en cuanto a edificios en los Estados Unidos.

## Transporte

### Aeropuertos

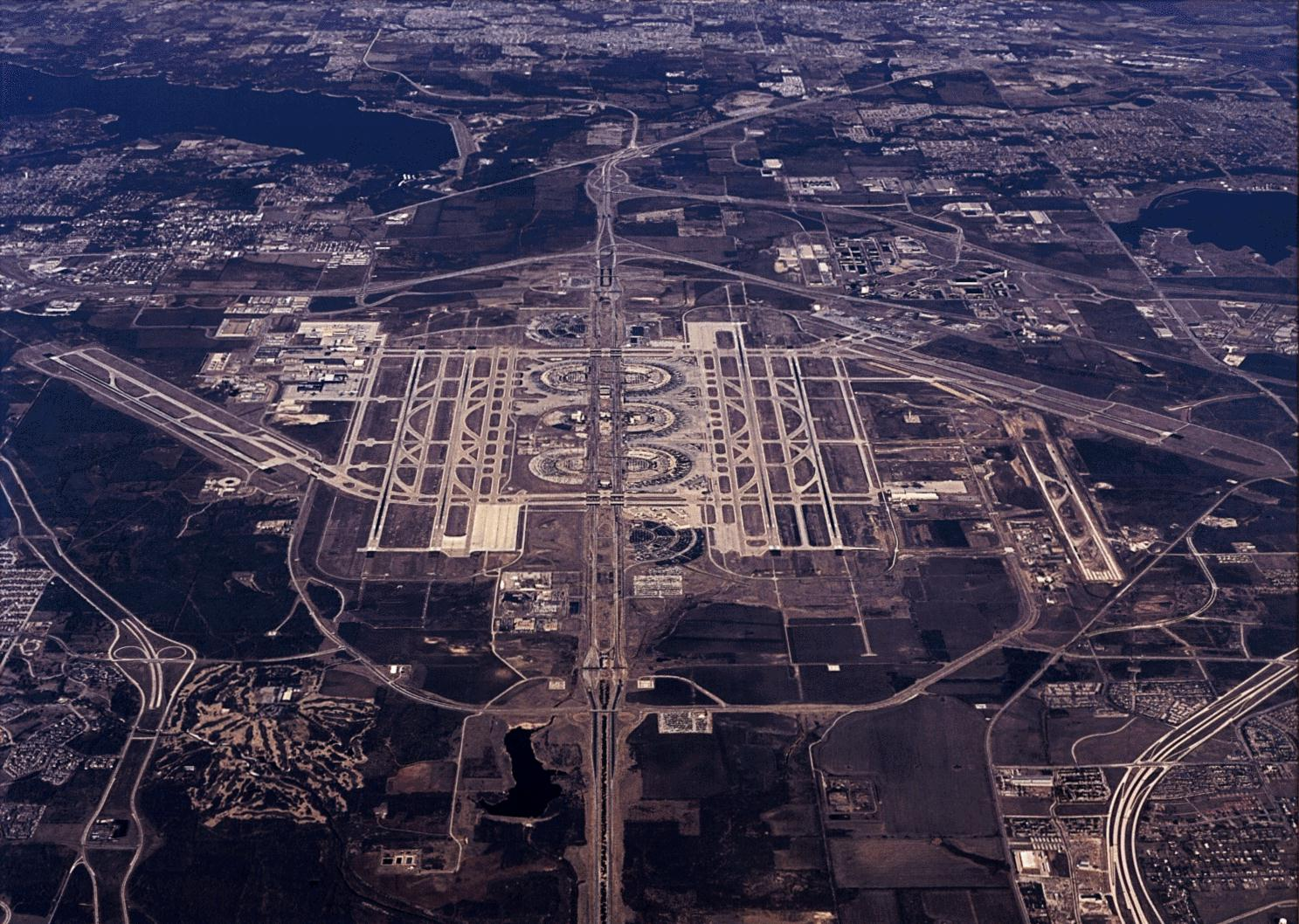
El Aeropuerto Internacional de Dallas-Fort Worth está localizado entre las ciudades de Dallas y Fort Worth

El área cuenta con el Aeropuerto Internacional de Dallas-Fort Worth, el aeropuerto más grande de Texas y el tercero más congestionado del mundo. El aeropuerto recientemente fue nombrado como el mejor aeropuerto en el mundo para carga. El área del aeropuerto es más grande que la Isla de Manhattan. El aeropuerto está situado estratégicamente en el límite de los condados de Dallas y Tarrant. La ciudad de Dallas también cuenta con el aeropuerto Love Field. Este era el aeropuerto principal de Dallas hasta la construcción del Aeropuerto Internacional de DFW en 1974. Recientemente se repeló una ley que restringía los vuelos del aeropuerto a cierta región lo cual sugiere que el tráfico del aeropuerto crezca. Southwest Airlines tiene su sede al lado de Love Field mientras que American Airlines tiene sus oficinas principales en Fort Worth. En Fort Worth se localiza el Aeropuerto Alliance. Este fue el primer aeropuerto dedicado totalmente a la industria aérea. En menor escala, existen varios aeropuertos municipales y aeropuertos de aviación general. De estos destacan el Aeropuerto Municipal de Arlington, El Aeropuerto Municipal de Grand Prairie y el Aeropuerto Addison. El Aeropuerto de Addison es el aeropuerto de aviación general más congestionado de Texas y uno de los más ocupados del país.

### Transporte público
Dallas cuenta con el transporte público denominado Dallas Area Rapid Transit o DART. Otras ciudades además de Dallas que son servidas por DART incluyen a Irving, Plano, Garland y Carrollton para un total de 12 suburbios. La agencia de tránsito opera autobuses, tren ligero, tren regional y carriles de alto tránsito (HOV). Para el año 2013 el tren ligero se extenderá al doble de la actual cobertura para alcanzar los 145 km de cobertura y tener como destino el Aeropuerto Internacional DFW. DART es el operador de tren ligero más grande en el estado Texano. En Fort Worth el transporte público se llama "T". Las dos ciudades están unidas por varias carreteras y el tren del Trinity Railway Express. La ciudad de Denton también tiene servicio de transporte, cuenta con autobuses y su propio tren ligero con acceso a la Ciudad de Carrollton.

### Carreteras
La manera primaria de transporte en la Metroplex es por automóvil. Las carreteras principales del Área Metropolitana de Dallas Fort Worth son las siguientes:
| - Interestatal 20 - Interestatal 30 - Interestatal 35E - Interestatal 35W - Interestatal 45 - Interestatal 635 - Interestatal 820 | - Interestatal 820 - US 67 - US 75 - US 80 - US 175 - US 287 | - SH 121 - SH 114 - SH 161 - SH 183 - SH 190 - SH 360 |

Para una lista completa vea: Lista de Carreteras en Dallas/Fort Worth

## Recreación

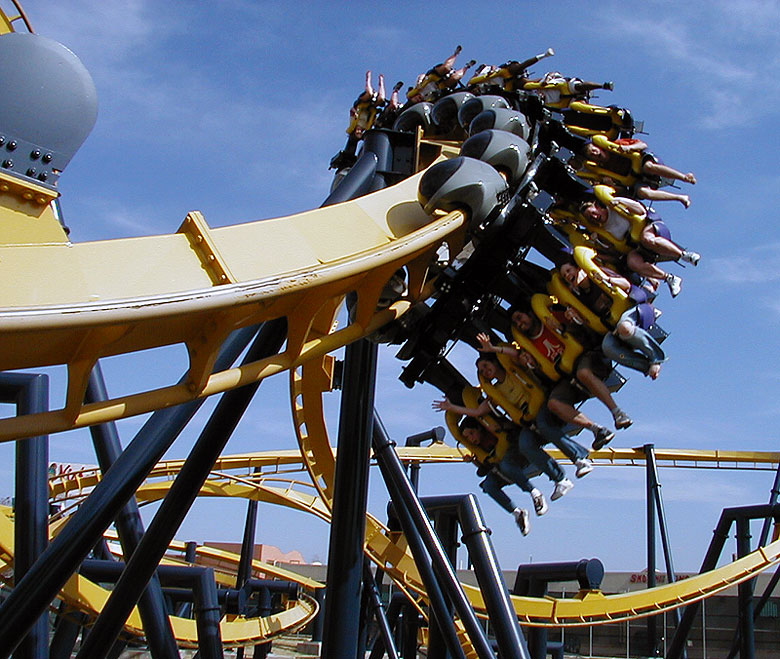

Como la cuarta área metropolitana más grande de Estados Unidos, el Metroplex tiene bastantes atracciones a lo largo de Dallas y Fort Worth. La Ciudad de Arlington fue en donde se abrió el primer parque de la cadena Six Flags. Six Flags over Texas sigue ahí y ahora tiene a Hurricane Harbor, un parque acuático. Hay otros parques de diversión en la región de Dallas. En cuanto a zoológicos, la ciudad de Fort Worth cuenta con el Fort Worth Zoo, mientras que en Dallas se encuentra el Dallas Zoo y el aquario Dallas World Aquarium. En la ciudad de Grand Prairie se encuentra el Teatro Nokia, una sala para conciertos, espectáculos de Broadway, y acontecimientos televisados. En esta ciudad también se encuentra Trader's Village, el mercado de pulgas más grande de Texas.

### Museos

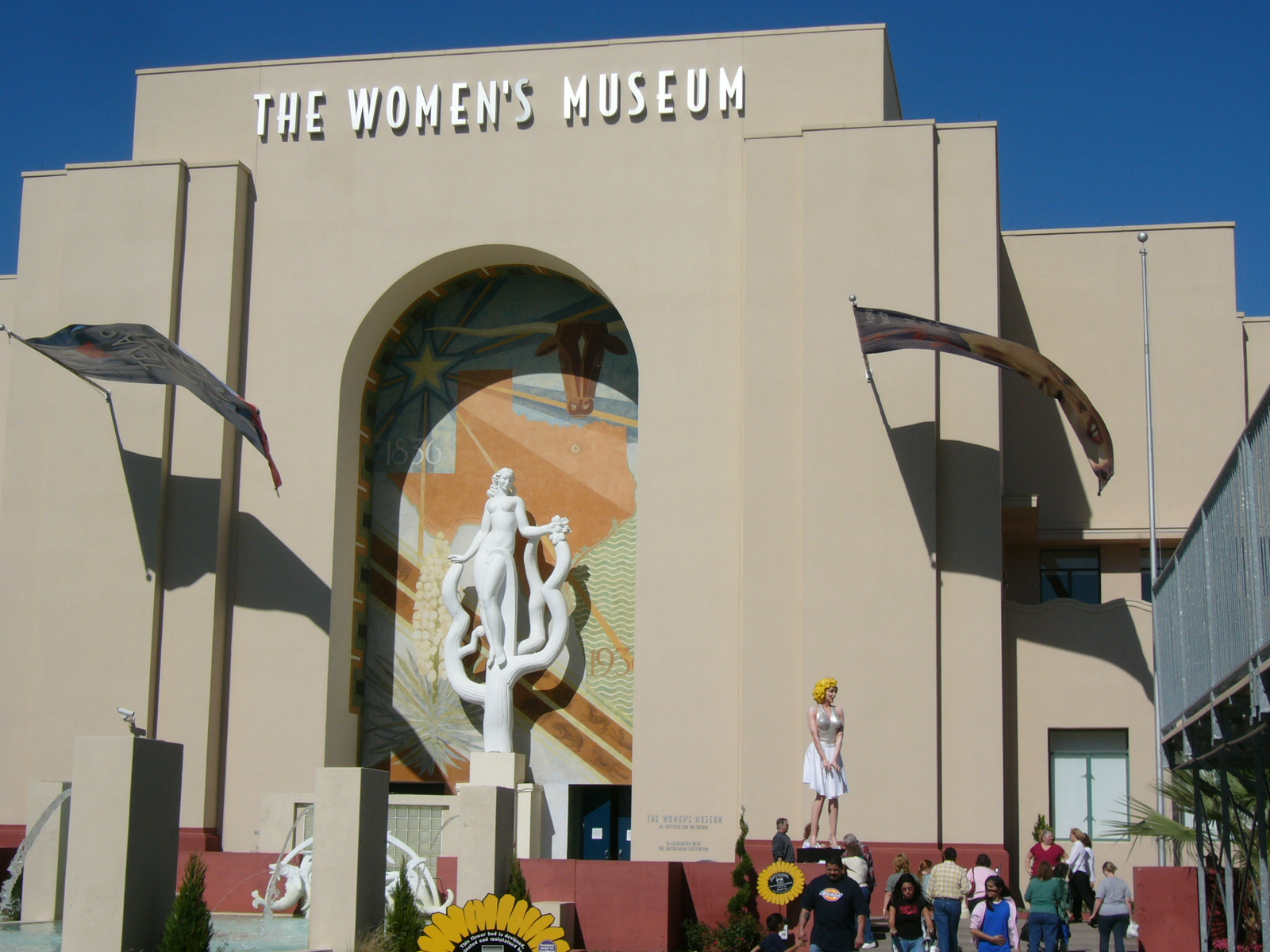
El Museo de la Mujer.

El área Metropolitana de Dallas/Fort-Worth cuenta con numerosos museos. En el Distrito de Artes de Dallas se encuentran el Museo de Arte, la Colección de Artes asiáticas de Trammell y Margaret Crow, el Centro de Escultura Nasher y el Contemporario Dallas. El centro de Dallas también es el sitio del Museo del Sexto Piso, un museo dedicado a la vida y muerte del presidente Kennedy. El Parque de la Feria es la sede del Museo de la Mujer, Museo de Afroamericanos, el Museo de la Edad del Tren de Vapor, y el Museo de la Naturaleza y Ciencia de Dallas. En North Dallas se encuentra el Meadows Museum, una de las mejores y más extensa exhibición de arte español en el mundo. En Fort Worth se encuentran el Museum de Arte Moderna de Fort Worth, el Museo de Arte Kimbell, el Museo Amon Carter, el Museo Nacional de la Fama de Vaqueras y el Museo de Ciencia e Historia de Fort Worth. En la ciudad de Grand Prairie se ubica el Palacio de Cera, un museo de recreaciones de celebridades famosas hechas de cera.

### Deportes

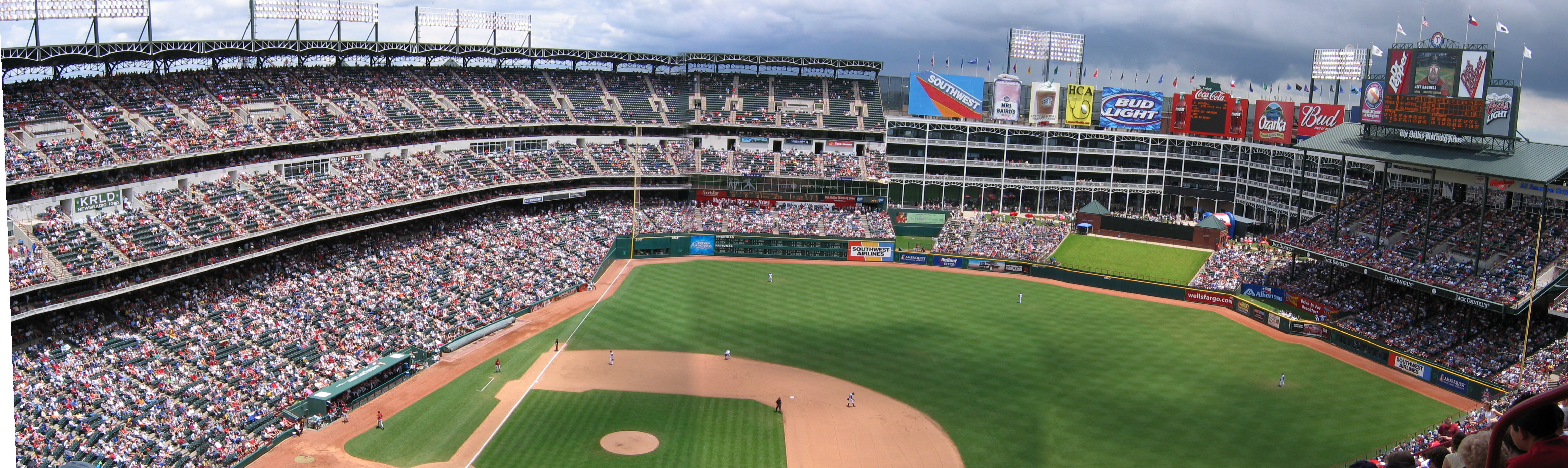
El Choctaw Stadium de Arlington fue el estadio de los Texas Rangers de béisbol hasta 2020.

El Metroplex tiene un gran número de equipos deportivos. La ciudad de Dallas, por ejemplo, es una de sólo seis ciudades en tener un equipo para las cinco ligas más prominentes de deportes profesionales de los Estados Unidos. Los equipos de fútbol americano son los Dallas Cowboys de la NFL. Este equipo actualmente juega en el Estadio AT&T de Arlington. Los Desesperados de Dallas juegan en el American Airlines Center y son parte de la AFL. Los Sixers de Fort Worth pertenecen a la National Indoor Football League y juegan en el Cowtown Coliseum. El Frisco Thunder es parte de la Intense Football League y juegan en el Deja Blue Arena en la ciudad de Frisco. Los Reguladores de Fort Worth son un nuevo equipo parte del American Professional Football League y aún no tienen estadio. Los Diamantes de Dallas de la NWFA y el Dallas Rage son equipos de fútbol americano de mujeres.

El equipo de baloncesto más conocido en DFW son los Dallas Mavericks. Este equipo tiene su estadio en el American Airlines Center y son parte de la NBA. La ciudad de Fort Worth tiene a los Flyers que juegan en el Palacio de Convenciones de Fort Worth y son parte de la NBA Development League. Los Texas Tycoons anteriormente tenían base en Fort Worth pero han anunciado que se mudaran a Dallas. La ciudad de Grand Prairie también tendrá un equipo de baloncesto en el 2008. Estos se harán llamar los Stallions de Grand Prairie y pertenecerán a la United Basketball League. En Grand Prairie también se encuentra el Texas Motor Speedway, que es el escenario de carreras de NASCAR.

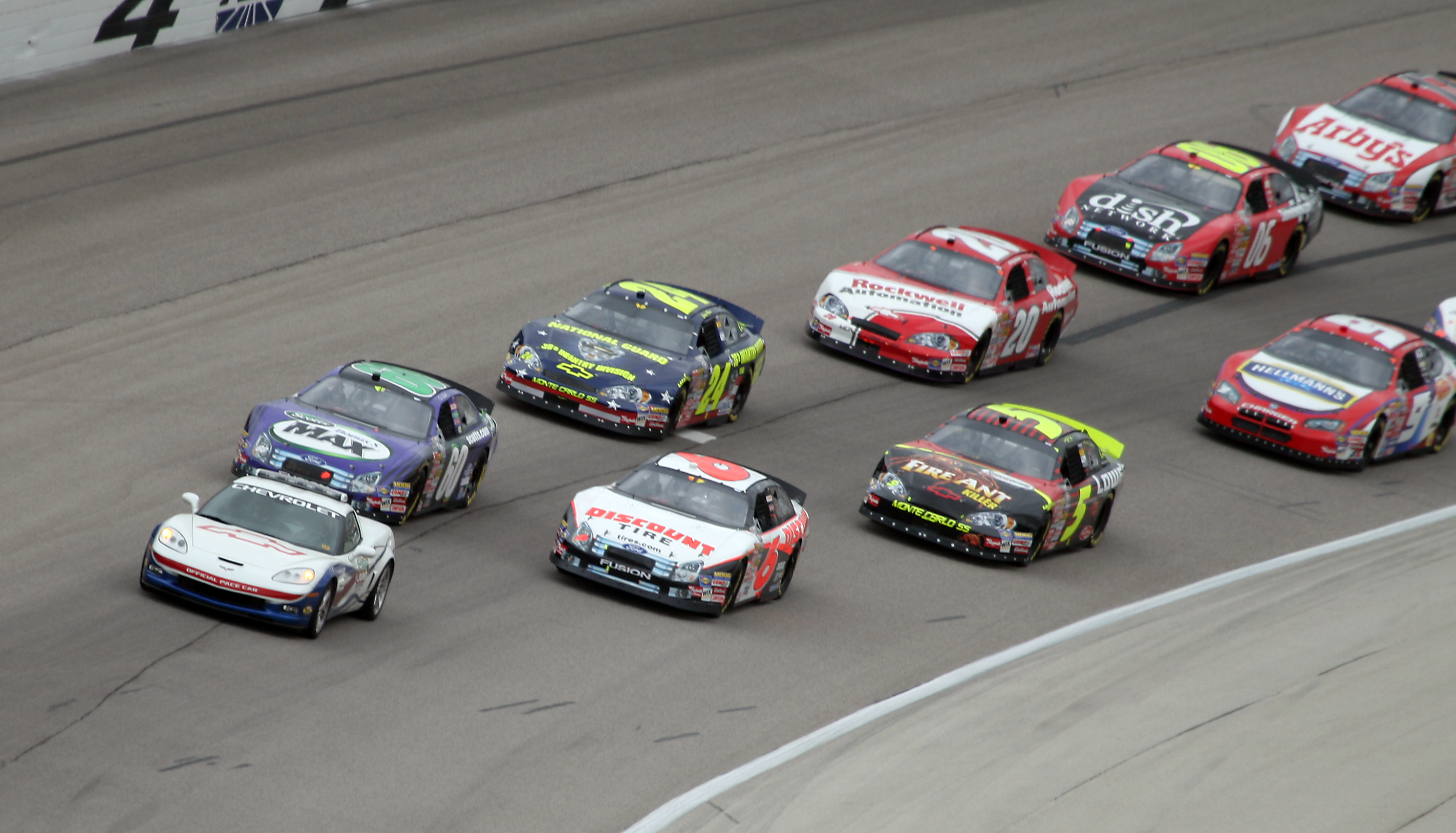
El Texas Motor Speedway es el escenario de carreras de NASCAR

En cuanto a béisbol, Los Vigilantes de Texas (Texas Rangers por su nombre en inglés) tienen base en la ciudad de Arlington. Estos pertenecen a la MLB y juegan en el Rangers Ballpark. La ciudad de Frisco tiene a los RoughRiders que juegan en el Dr Pepper Ballpark. Los Cats tienen su sede en Fort Worth. La ciudad de Grand Paririe también tiene planes de construir un estadio nuevo en el 2008 para los Grand Prairie AirHogs, un nuevo equipo de béisbol profesional que pertenecerá al American Association.
Hay tres equipos de hockey sobre hielo en el Metroplex, las Estrellas de Dallas, Fort Worth Brahmas y Texas Tornado. Las Estrellas tienen su estadio en el American Airlines Center, en el centro de Dallas, y pertenecen al NHL. Los Brahmas juegan en el Centro de Covenciones de Fort Worth. Los Texas Tornado tiened base en la ciudad de Frisco y juegan en el Deja Blue Arena.

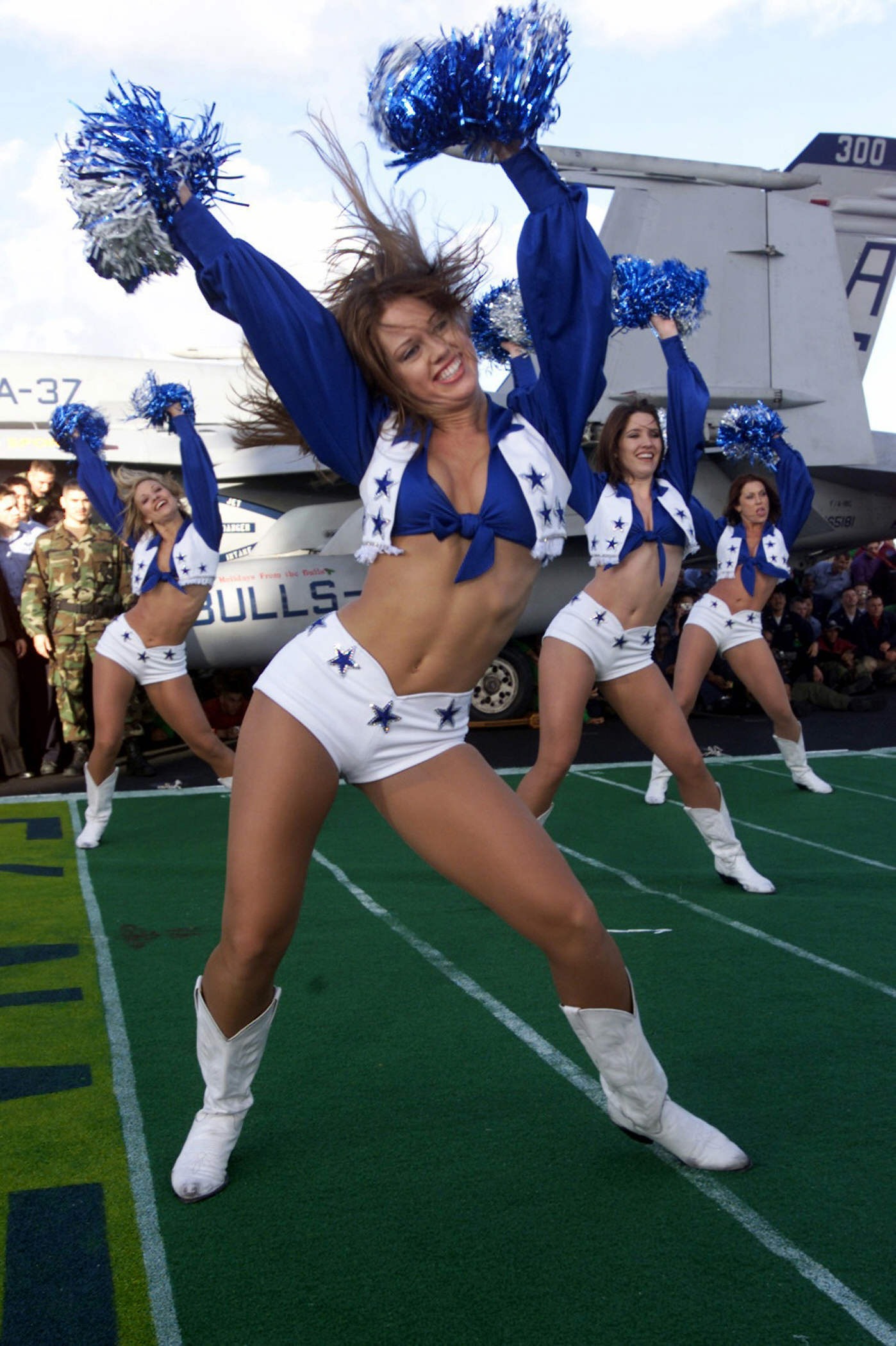
Animadoras de los Dallas Cowboys.

Hay dos equipos de fútbol en el área. El FC Dallas tiene su estadio en Frisco y juega en el Pizza Hut Park. Este equipo pertenece al Major League Soccer. Los DFW Tornados tienen su sede en Arlington. Estos son parte del Premier Development League y juegan en el Pennington Field.
Otros lugares de deporte incluyen al hipódromo Lone Star Park en Grand Prairie. En esta se llevan a cabo carreras de caballo desde una tribuna de siete pisos. La ciudad de Grand Prairie también tiene el GPX, un parque de patinaje que ha sido la sede de competenicias nacionales de deportes extremos. El Texas Motor Speedway se encuentra en la ciudad de Fort Worth y ofrece carreras de carros. En esta se presentan carreras de NASCAR como la Copa NASCAR y también ha sido la sede de copas como la Serie Bucsh. En el Fair Park de Dallas se encuentra el Cotton Bowl. Este campo de fútbol estadounidense es el escenario de juegos entre universidades. Un juego de particular importancia es el juego de la Universidad de Oklahoma y la Universidad de Texas en Austin. Estas dos universidades grandes se enfrentan a medio camino de distancia (en Dallas) para el juego que se denomina el Red River Shootout en inglés o el "tiroteo del Río Rojo". En la ciudad de Fort Worth es popular el rodeo. En el coliseo de esta ciudad se llevan a cabo competencias de este deporte.

## Medios
Las ciudades de Dallas y Fort Worth tienen sus propios periódicos, El Dallas Morning News y el Fort Worth Star-Telegram. Históricamente, ambos periódicos eran restringidos a sus propios condados; Los habitantes del condado de Tarrant nunca leerían el Dallas Morning News y vise versa. Dallas es la sede de Univisión Radio, la mayor difusora de radio de habla hispana en Estados Unidos.
Debido al gran número de habitantes hispanos en el Metroplex, existen varios periódicos en español que circulan en el área. El más notable es Al Día, una publicación del Dallas Morning News. A diferencia del Morning News, el periódico adquiere sus ganancias de la publicidad. La Estrella es el periódico que le sigue a Al Día.

## Economía
Dallas y sus suburbios tienen una de las concentraciones más grandes de sedes corporativas en los Estados Unidos. Esta es una de las razones que el negocio es importante. El Metroplex también contiene la industria de tecnología de información más grande de Texas. Esta a veces es llamada el Silicon Prairie o el "planicie de silicon" debido al gran número de proyectos de la industria tecnológica y la presencia de numerosas firmas de electrónicos, computación y telecomunicaciones como Texas Instruments, Electronic Data Systems, Perot Systems, i2, AT&T, y Verizon que se encuentran alrededor de Dallas. En el otro lado de la aplicación de negocios y en el otro lado del Metroplex, la industria de agricultura y ganadería de Texas tiene sus bases en la ciudad de Fort Worth. Según El Libro de Listas del 2006 del Dallas Business Journal, el empleador más grande en el Metroplex es American Airlines. Varios fabricantes grandes de defensa incluyendo a Lockheed Martin, Bell Helicopter Textron, y Raytheon, mantienen operaciones significantes en el Metroplex. ExxonMobil, la corporación número uno en el listado de Fortune 500 y la compañía más grande del mundo, tiene sus oficinas principales en la ciudad de Irving. El Metroplex es el 3.º con más compañías en la lista de Fortune ayudando bastante al estado Texano a colocarse en el segundo lugar con más compañías en la misma lista.